# Apocalypse de Pierre
L'Apocalypse de Pierre est un texte apocryphe chrétien en grec, probablement rédigé dans le premier tiers du IIe siècle en Égypte, et attribué à l'apôtre Pierre.

## Date et lieu de rédaction
L'Apocalypse de Pierre cite l'Apocalypse d'Esdras, écrite au Ier siècle, et la Deuxième épître de Pierre, écrite entre 60 et 130 selon les exégètes. Elle figure dans le Fragment de Muratori, la plus ancienne liste connue d'écrits considérés comme authentiques (« canoniques ») par les chrétiens, daté du tournant entre les IIe et IIIe siècles, avec ce commentaire : « Des apocalypses aussi, nous recevons seulement celle de Jean et celle de Pierre, que certains des nôtres ne veulent pas qu'on lise dans l'église ». Elle est utilisée par Théophile d'Antioche et Clément d'Alexandrie, ce qui indique qu'elle a déjà une large diffusion vers 180, et qu'elle a probablement été écrite quelques décennies plus tôt . Une datation plus précise vers 135 ou peu après s'appuie sur l'utilisation dans le chapitre 2 de la parabole du figuier s'appliquant au soulèvement juif de Shimon bar Kokhba contre les romains de 132 à 135. Cette Apocalypse a été écrite en Égypte, probablement à Alexandrie, par un judéo-chrétien, qui s'appuie sur des sources eschatologiques juives et grecques.

## Manuscrits
Jusqu'au XIXe siècle, le texte grec n'est connu que par les extraits cités par Clément d'Alexandrie ; un fragment du texte est découvert au cours de l’hiver 1886-1887 lors de fouilles archéologiques sur le site de la nécropole d'Akhmîm en Haute-Égypte, dans la tombe d'un moine ; le manuscrit date des VIIe siècle-VIIIe siècle. Le codex contient également des fragments de la traduction grecque du livre d'Hénoch ainsi qu'un fragment en copte de l'Évangile de Pierre.
Le texte d'un autre document également appelé l'Apocalypse de Pierre figure dans le codex VII des papyrus retrouvés à Nag Hammadi en 1945, conservés au musée copte du Caire.

## Diffusion
Une version grecque et une version éthiopienne du texte sont conservées. L'Apocalypse de Pierre se répand à partir de 150 après J.C., elle est citée par certains pères de l'Église grecs, comme Clément d'Alexandrie, mais reste controversée. 
Elle n'a jamais été traduite en latin, mais est citée, comme dans le Codex Claromontanus, manuscrit du VIe siècle, bilingue (grec et latin), contenant les épîtres de Paul : à la fin, dans un catalogue stichométrique de l'Ancien et du Nouveau Testament, qui serait la reproduction d'une liste de livres saints datant du IIIe siècle, figure la mention de l''Apocalypse de Pierre, avec d'autres apocryphes bibliques, ce qui indique que ces œuvres jouissaient d'un certain prestige.

## Contenu

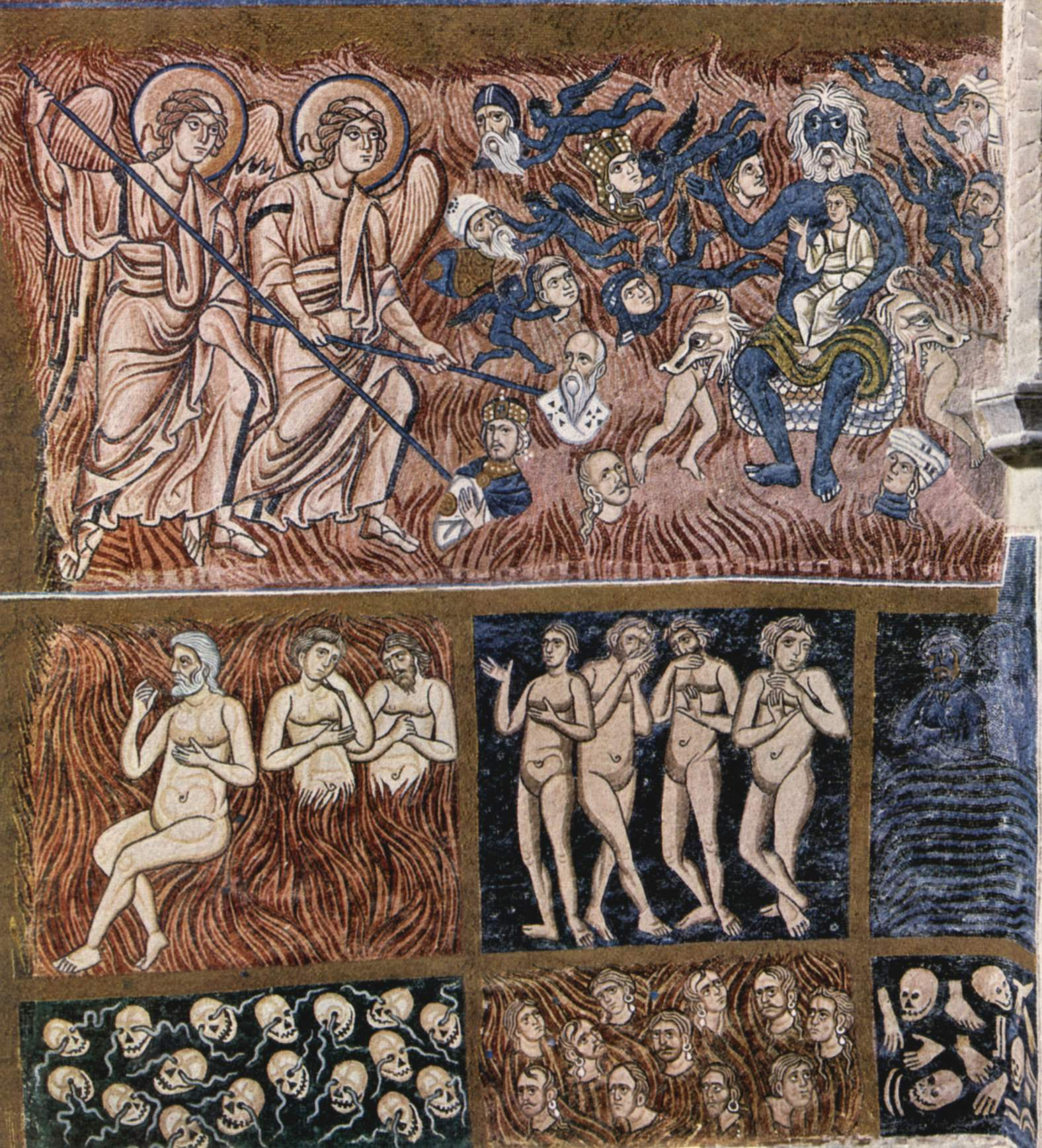
Mosaïque du Jugement dernier à la basilique de Torcello (détail)

Ce texte court se présente comme une apocalypse, au sens de « révélation », que le Christ fait à Pierre. Il donne une description du Ciel et de l'Enfer, dont il décrit les supplices ; il a nourri l'imagination chrétienne dans les représentations du Ciel et des Enfers au Moyen Âge, jusqu'à la Divine Comédie de Dante. De plus, cet écrit apocryphe constitue d'un témoignage singulier de l'épisode de la crucifixion du Christ dans la mesure où il s'oppose à celui-ci en évoquant un substitut qui aurait souffert à la place de Jésus, ce qui semble correspondre à l'approche coranique de cet épisode bien que le Coran ne partage pas la figure d'un Christ moqueur et riant de ses ennemis telle que décrite par l'Apocalypse.

#### Traductions
- François Bovon et Pierre Geoltrain (éds.), Écrits apocryphes chrétiens, Paris, Gallimard, coll. Bibliothèque de la Pléiade, no 442, 1997, vol. I.
- Adolphe Lods, L’évangile et l’apocalypse de Pierre, Ernest Leroux, 1893.

#### Études
- (de) Caspar Detlef Gustav Müller: Offenbarung des Petrus (Einleitung und deutsche Übersetzung). In: Wilhelm Schneemelcher (Hrsg.): Neutestamentliche Apokryphen in deutscher Übersetzung. Band 2: Apostolisches, Apokalypsen und Verwandtes. 5. Auflage. Mohr, Tübingen 1989,  (ISBN 3-16-145181-3), S. 562–578.
- (de) Albrecht Dieterich, Nekyia: Beiträge zur Erklärung der neuentdeckten Petrusapokalypse, Leipzig, Teubner, 1893 Lire en ligne.
- A. Wabnitz, « Les fragments de l'Évangile et de l'Apocalypse de Pierre », dans Revue de théologie et des questions religieuses, 1893, n° 6, p. 474-487.
- Maurice Goguel, « A propos du texte nouveau de l'Apocalypse de Pierre », dans Revue de l'histoire des religions, 1924, vol. 89, p. 191-209 Aperçu en ligne.
- (en) David Fiensy, « Lex Talionis in the Apocalypse of Peter », dans Harvard Theological Review, vol. 76, n° 2, avril 1983, p. 255-258.
- Claudio Moreschini et Enrico Norelli, « L'Apocalypse de Pierre », dans Histoire de la littérature chrétienne antique grecque et latine. I, De Paul à l'ère de Constantin, Genève, Labor et Fides, 2000 (ISBN 2-8309-0942-9, lire en ligne), p. 128-131..